# Suzi Battersby
Suzi Battersby ist eine britische Maskenbildnerin.

## Leben
Suzi Battersby studierte Schauspiel und Kunstgeschichte  am University College London. Während des Studiums begann sie sich für Kostüme, Spezialeffekte und Requisiten zu interessieren. Sie schrieb sich am London College of Fashion ein und arbeitete während des Studiums an verschiedenen Theater- und Filmproduktionen, darunter die BBC-Serie Richard II. Sie machte ihren BA in 3D Effects for Performance and Fashion. Im Royal Opera House arbeitete sie in der Requisitenabteilung für El Gato con Botas, einer Oper von Xavier Montsalvatge. Im Anschluss begann sie bei Filmproduktionen im Bereich Prothese zu arbeiten. Unter anderem arbeitete sie an Alien: Covenant (2017), Mogli: Legende des Dschungels (2018) und Hexen hexen (2020) sowie den Fernsehserien Andor (2022) und Willow (2022).
Sie gründete 2017 das Requisiten-, Prothesen- und Creature Effects-Studio Red Girl mit Sitz in Nordlondon.
2024 wurde sie zusammen mit Karen Hartley und Ashra Kelly-Blue für ihre Arbeit an Golda – Israels Eiserne Lady bei der Oscarverleihung 2024 in der Kategorie Bestes Make-up und beste Frisuren nominiert.

## Filmografie (Auswahl)
- 2014: Dead Snow: Red vs. Dead
- 2015: Star Wars: Das Erwachen der Macht (Star Wars: The Force Awakens)
- 2017: Alien: Covenant
- 2018: Mogli: Legende des Dschungels (Mowgli: Legend of the Jungle)
- 2019: Wenn du König wärst (The Kid Who Would Be King)
- 2020: Hexen hexen (The Witches)
- 2022: Morbius
- 2022: Andor (Fernsehserie)
- 2022: Willow (Fernsehserie)
- 2023: Golda – Israels Eiserne Lady (Golda)